# Nuoto ai Giochi della XXX Olimpiade - 100 metri dorso maschili
La gara di 100 metri dorso maschili dei Giochi della XXX Olimpiade si è svolta il 29 e il 30 luglio 2012. Hanno partecipato 43 atleti.
La gara è stata vinta dallo statunitense Matt Grevers con il tempo di 52"16, mentre l'argento e il bronzo sono andati rispettivamente a Nick Thoman e ad Ryōsuke Irie.

## Programma
| Data      | Ora (BST/UTC+1) | Turno      |
| --------- | --------------- | ---------- |
| 29 luglio | 11:30           | Batterie   |
| 29 luglio | 20:28           | Semifinali |
| 30 luglio | 19:58           | Finale     |

## Record
Prima della competizione i record mondiale e olimpico erano i seguenti:
| Record mondiale | 51"94 | Aaron Peirsol Stati Uniti | 8 luglio 2009 Indianapolis, Stati Uniti |
| Record olimpico | 52"54 | Aaron Peirsol Stati Uniti | 12 agosto 2008 Pechino, Cina            |

Durante l'evento è stato migliorato il seguente record:
| Data      | Evento | Atleta       | Nazione     | Tempo | Record          |
| --------- | ------ | ------------ | ----------- | ----- | --------------- |
| 30 luglio | Finale | Matt Grevers | Stati Uniti | 52"16 | Record olimpico |

## Risultati

### Batterie
| Pos. | Atleta                   | Nazionalità       | Tempo | Batt. | Corsia | Note |
| ---- | ------------------------ | ----------------- | ----- | ----- | ------ | ---- |
| 1    | Matt Grevers             | Stati Uniti       | 52"92 | 6     | 4      | Q    |
| 2    | Cheng Feiyi              | Cina              | 53"22 | 6     | 2      | Q    |
| 3    | Nick Thoman              | Stati Uniti       | 53"48 | 4     | 4      | Q    |
| 4    | Camille Lacourt          | Francia           | 53"51 | 5     | 4      | Q    |
| 5    | Ryōsuke Irie             | Giappone          | 53"56 | 6     | 5      | Q    |
| 6    | Nick Driebergen          | Paesi Bassi       | 53"62 | 6     | 7      | Q    |
| 7    | Helge Meeuw              | Germania          | 53"83 | 4     | 5      | Q    |
| 8    | Liam Tancock             | Gran Bretagna     | 53"86 | 5     | 5      | Q    |
| 9    | Hayden Stoeckel          | Australia         | 53"88 | 6     | 6      | Q    |
| 10   | Vladimir Morozov         | Russia            | 54"01 | 4     | 2      | Rit  |
| 10   | Arkadij Vjatčanin        | Russia            | 54"01 | 5     | 2      | Q    |
| 12   | Jan-Philip Glania        | Germania          | 54"07 | 5     | 3      | Q    |
| 13   | Charles Francis          | Canada            | 54"08 | 5     | 8      | Q    |
| 14   | Gareth Kean              | Nuova Zelanda     | 54"26 | 6     | 3      | Q    |
| 15   | Daniel Arnamnart         | Australia         | 54"28 | 6     | 1      | Q    |
| 16   | Aschwin Wildeboer        | Spagna            | 54"32 | 4     | 3      | Q    |
| 17   | Aristeidis Grigoriadis   | Grecia            | 54"52 | 5     | 6      | Q    |
| 18   | Pavel Sankovič           | Bielorussia       | 54"53 | 3     | 1      |      |
| 19   | Mirco Di Tora            | Italia            | 54"70 | 3     | 5      |      |
| 20   | Chris Walker-Hebborn     | Gran Bretagna     | 54"78 | 3     | 7      |      |
| 21   | He Jianbin               | Cina              | 54"81 | 3     | 4      |      |
| 22   | Richárd Bohus            | Ungheria          | 54"84 | 3     | 3      |      |
| 23   | Bastiaan Lijesen         | Paesi Bassi       | 54"88 | 4     | 6      |      |
| 24   | Yakov Toumarkin          | Israele           | 54"91 | 4     | 1      |      |
| 25   | Juan Miguel Rando Galvez | Spagna            | 54"93 | 4     | 7      |      |
| 26   | Lavrans Solli            | Norvegia          | 55"00 | 3     | 8      |      |
| 27   | Marcin Tarczyński        | Polonia           | 55"06 | 5     | 1      |      |
| 28   | Daniel Orzechowski       | Brasile           | 55"16 | 4     | 8      |      |
| 29   | George Bovell            | Trinidad e Tobago | 55"22 | 2     | 8      |      |
| 30   | Mathias Gydesen          | Danimarca         | 55"31 | 3     | 2      |      |
| 31   | Benjamin Stasiulis       | Francia           | 55"36 | 5     | 7      |      |
| 32   | Omar Pinzón              | Colombia          | 55"37 | 2     | 5      |      |
| 32   | Charl Crous              | Sudafrica         | 55"37 | 6     | 8      |      |
| 34   | Pedro Medel              | Cuba              | 55"40 | 2     | 1      |      |
| 35   | Oleksandr Isakov         | Ucraina           | 55"43 | 2     | 2      |      |
| 36   | Park Seon-Kwan           | Corea del Sud     | 55"51 | 2     | 7      |      |
| 37   | Daniel Bell              | Nuova Zelanda     | 55"53 | 3     | 6      |      |
| 38   | Alexandr Tarabrin        | Kazakistan        | 55"55 | 2     | 4      |      |
| 39   | I Gede Sudartawa         | Indonesia         | 55"99 | 2     | 6      |      |
| 40   | Bradley Ally             | Barbados          | 56"27 | 1     | 4      |      |
| 41   | Federico Grabich         | Argentina         | 56"56 | 2     | 3      |      |
| 42   | Heshan Unamboowe         | Sri Lanka         | 57"94 | 1     | 5      |      |
| 43   | Zane Jordan              | Zambia            | 58"77 | 1     | 3      |      |

### Semifinali
| Pos. | Atleta                 | Nazionalità   | Tempo | Batt. | Corsia | Note |
| ---- | ---------------------- | ------------- | ----- | ----- | ------ | ---- |
| 1    | Matt Grevers           | Stati Uniti   | 52"66 | 2     | 4      | Q    |
| 2    | Camille Lacourt        | Francia       | 53"03 | 1     | 5      | Q    |
| 3    | Liam Tancock           | Gran Bretagna | 53"25 | 1     | 6      | Q    |
| 4    | Ryōsuke Irie           | Giappone      | 53"29 | 2     | 3      | Q    |
| 5    | Nick Thoman            | Stati Uniti   | 53"47 | 2     | 5      | Q    |
| 6    | Cheng Feiyi            | Cina          | 53"50 | 1     | 4      | Q    |
| 7    | Helge Meeuw            | Germania      | 53"52 | 2     | 6      | Q    |
| 8    | Hayden Stoeckel        | Australia     | 53"72 | 2     | 2      | Q    |
| 9    | Arkadij Vjatčanin      | Russia        | 53"79 | 1     | 2      |      |
| 10   | Nick Driebergen        | Paesi Bassi   | 53"81 | 1     | 3      |      |
| 11   | Jan-Philip Glania      | Germania      | 53"90 | 2     | 7      |      |
| 12   | Aschwin Wildeboer      | Spagna        | 53"99 | 2     | 8      |      |
| 13   | Gareth Kean            | Nuova Zelanda | 54"00 | 2     | 1      |      |
| 14   | Aristeidis Grigoriadis | Grecia        | 54"20 | 1     | 8      |      |
| 15   | Charles Francis        | Canada        | 54"42 | 1     | 7      |      |
| 16   | Daniel Arnamnart       | Australia     | 54"48 | 1     | 1      |      |

### Finale
| Pos.    | Atleta          | Nazionalità   | Tempo | Corsia | Note            |
| ------- | --------------- | ------------- | ----- | ------ | --------------- |
| Oro     | Matt Grevers    | Stati Uniti   | 52"16 | 4      | Record olimpico |
| Argento | Nick Thoman     | Stati Uniti   | 52"92 | 2      |                 |
| Bronzo  | Ryōsuke Irie    | Giappone      | 52"97 | 6      |                 |
| 4       | Camille Lacourt | Francia       | 53"08 | 5      |                 |
| 5       | Liam Tancock    | Gran Bretagna | 53"35 | 3      |                 |
| 6       | Helge Meeuw     | Germania      | 53"48 | 1      |                 |
| 7       | Hayden Stoeckel | Australia     | 53"55 | 8      |                 |
| 8       | Cheng Feiyi     | Cina          | 53"77 | 7      |                 |